# Caio Fundânio Fúndulo
Caio Fundânio Fúndulo (em latim: Caius Fundanius Fundulus) foi um político da gente Fundânia da República Romana eleito cônsul em 243 a.C. com Caio Sulpício Galo. Foi o primeiro de sua gente a chegar ao consulado.

## Edil (246 a.C.)

Teatro de operações da Primeira Guerra Púnica entre 248 e 241 a.C..
Território siracusano
Território cartaginês
Territórios romanos
1. Amílcar Barca apóia Drépano, que esta sitiada, e saqueia a costa italiana.
2. Amílcar desembarca em monte Ercte.
3. Amílcar muda sua base de monte Ercte para Érice (Eryx).
4. Vitória naval romana nas ilhas Égadas e queda de Drépano. Cartago pede a paz (241 a.C.).

Foi edil em 246 a.C. e, durante seu mandato, apoiado por seu colega, Tibério Semprônio Graco, acusou Cláudia, filha de Ápio Cláudio Cego, que acabou condenada a pagar uma multa que foi suficiente para construir o Templo da Liberdade no Aventino. Cícero conta a mesma história de forma diferente. Segundo ele, foi Públio Cláudio Pulcro, filho de Ápio Cláudio Cáudice (neto de Cego), e não Cláudia, o acusado de ter lutado apesar dos auspícios contrários e ser derrotado na Batalha de Drépano em 249 a.C.. Quando as centúrias se preparavam para votar, uma tempestade interrompeu a votação. Alguns tribunos intervieram logo em seguida e proibiram que uma mesma acusação pudesse ser apresentada pelos mesmos acusadores duas vezes num mesmo ano. Por isso, Fundânio e Graco tiveram que mudar de estratégia e, assim, conseguiram seu intento. Outros relatos afirmam que Cláudia só teria sido julgada depois da morte de seu irmão.

## Consulado (243 a.C.)
Caio Fundânio foi depois eleito cônsul em 243 a.C. e enviado à Sicília para lutar contra Amílcar Barca, que ocupava a cidade de Érice. Amílcar pediu uma trégua para que fossem enterrados os mortos, mas o cônsul recusou a proposta alegando que era melhor uma trégua pelos vivos do que uma pelos mortos. Posteriormente, quando Caio Fundânio pediu uma trégua a Amílcar, ele concordou afirmando que não lutaria contra os mortos.